# Димитрије Гавриловић
Димитрије Гавриловић био је истакнути хирург Опште болнице у Лесковцу, који је оставио дубоке трагове у здравственој служби Лесковца и околине, а посебно као лекар хируршког одељења.

## Биографија
Један од угледних хирурга Лесковачке болнице, др Димитрије Гавриловић, рођен је у Лесковцу у 1925. године. После демобилизације завршио је гимназију и уписао Медицински факултет у Београду, где је дипломирао 1956. године. По доласку у свој родни крај одмах почиње са радом на хируршком одељењу лесковачке болнице. Убрзо добија специјализацију из Опште хирургије коју завршава 1962. године. Звање примаријуса добио је 1971. године. Године 1982. тачније 1. јула постављен је за директора ООУР-а Хируршких делатности и шефа хируршког одељења. Исте године је изненада и прерано преминуо, 12. августа 1982. године.
Као лекар био је изузетно обдарен, као хирург пун енергије, срдачан, непосредан према болесницима и колегама. Када је живот болесника био у питању нису постојале границе радног времена, у свако доба је указивао помоћ. Велики стручњак са широким дијапазоном знања.
Друштвено је био врло активан. У Медицинском центру је биран за председника Радничког савета, делегат у Скупштини општине, делегат Већа удруженог рада Скупштине СР Србије. Као млад био је фудбалер клуба „Дубочица" и професор у Медицинској школи од њеног оснивања. Добитник је Медаље заслуге за народ,Ордена рада са златним венцем, Медаље за развој Лесковца, Златне колајне Удружења хирурга Србија и друга признања.